# Namaste Wahala
Pour plus de détails, voir Fiche technique et Distribution.
Namaste Wahala (Bonjour les ennuis) est un film nigérian réalisé par Hamisha Daryani Ahuja, sorti en 2020.

## Titre
Le titre Namaste Wahala signifie Bonjour les ennuis. Il combine deux mots de deux langues différentes : la salutation en sanskrit Namasté et le mot wahala, issu du haoussa et passé dans le pidgin nigérian.

## Synopsis
Raj, un conseiller bancaire indien qui travaille au Nigeria, et Didi, une jeune avocate, ont le coup de foudre l'un pour l'autre. Ils font connaissance lors d'une soirée caritative pour l'organisme de soutien aux femmes créé par une de leurs amies, Leila. Tout irait bien si leurs parents respectifs acceptaient leur idylle. Mais le père de Didi, qui dirige un cabinet d'avocats, refuse d'avoir pour beau-fils un Indien, et Meera, la mère de Raj, voit d'un mauvais œil une Nigériane lui prendre son fils unique.

## Fiche technique
- Réalisation : Hamisha Daryani Ahuja
- Scénario : Diche Enuwa et Temitope Bolade-Akinbode sur une histoire de Hamisha Daryani Ahuja
- Société de production : Forever 7 Entertainment
- Sociétés de distribution : Netflix
- Langues : anglais, hindi
- Format : Couleur
- Genre : Comédie romantique
- Durée : 118 minutes
- Dates de sortie : 
  - 1er décembre 2020 (Nigeria)
  - 14 février 2021 (Netflix)

## Distribution
- Ini Dima-Okojie : Didi, avocate nigériane
- Ruslaan Mumtaz : Raj, conseiller bancaire indien
- Richard Mofe-Damijo : Ernest, le père de Didi
- Joke Silva : Shola, la mère de Didi
- Sujata Sehgal : Meera
- Osas Ighodaro : Preemo
- Adaora Lumina
- Imoh Eboh : Jane
- Ibrahim Suleiman : Somto
- Hamisha Daryani Ahuja : Leila
- Broda Shaggi